# Villers-Patras
Villers-Patras est une commune française située dans le département de la Côte-d'Or en région Bourgogne-Franche-Comté, elle fait partie de la communauté de communes du Pays Châtillonnais.

## Géographie

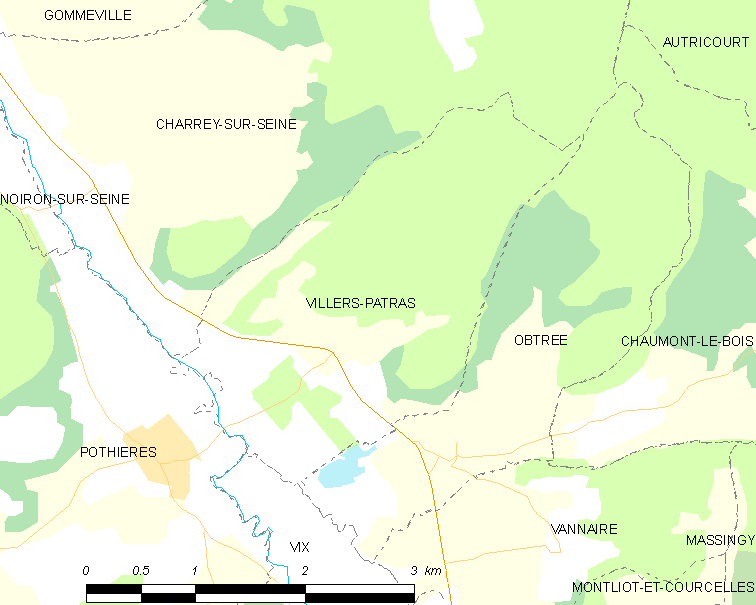

La superficie de Villers-Patras est de 6,3 km2 avec une altitude minimum de 194 mètres et un maximum de 339 mètres. Les deux tiers du finage sont occupés par les bois qui couvrent les versants de la vallée de la Seine et le plateau, et qui font partie du vaste domaine forestier qui s'étend jusqu'à la vallée de l'Ource à l'est. Le village est installé au pied de la forêt, au-dessus des prairies inondables qui bordent le fleuve.

### Accès

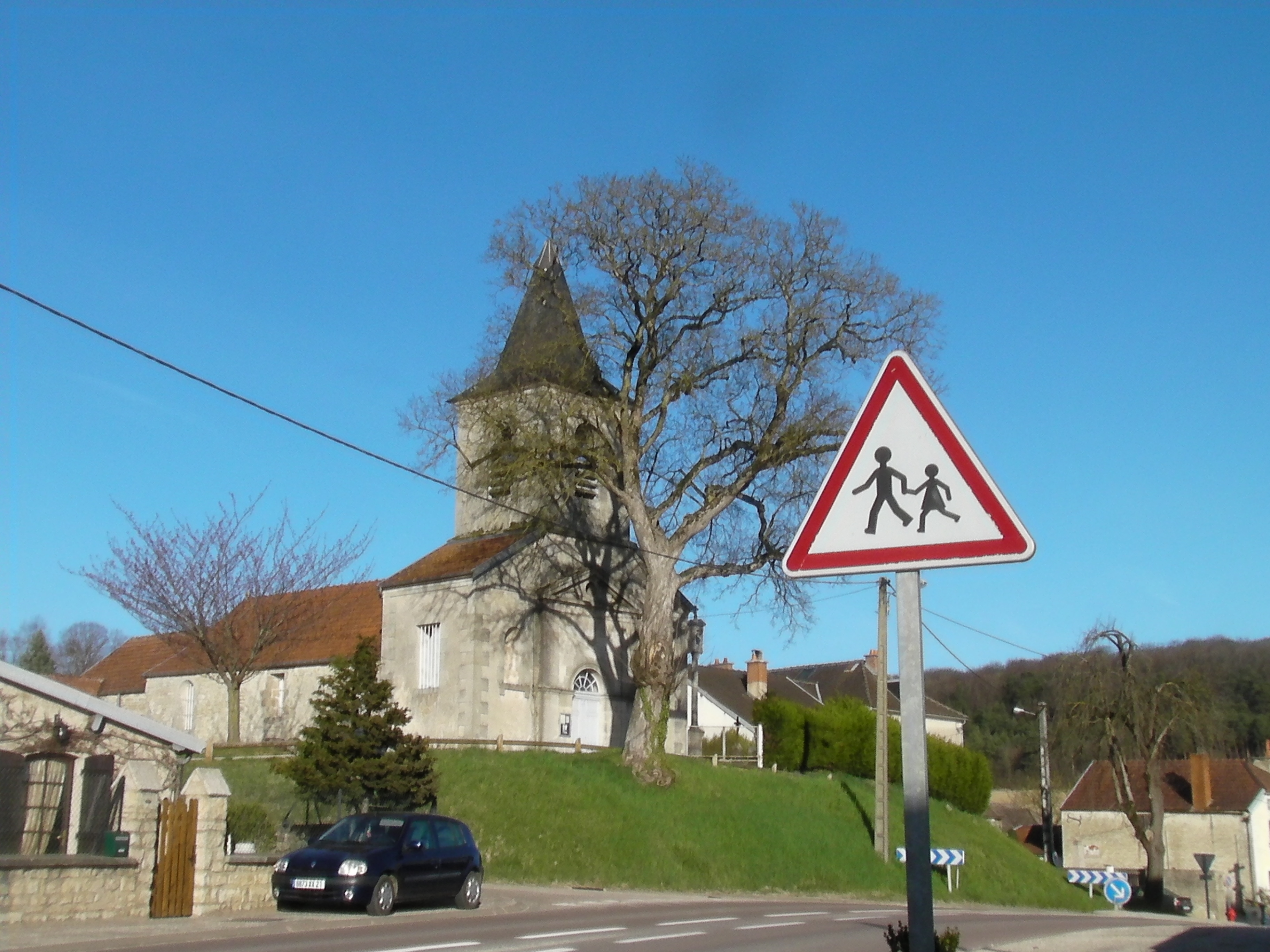
la D 971 au centre du village

La commune est en bordure de la route départementale 971 (ex RN 71) reliant Troyes à Dijon.
La commune est  eccessible par l'autoroute A5 depuis la sortie  22 Bar-sur-Seine, Brienne-le-Château à 35 km au nord.
La gare la plus proche est celle de Montbard.

### Hydrographie
La commune est bordée par la Seine au sud-ouest, un bras de la rivière de Courcelles s'y jette vers le moulin de Cholet, après avoir traversé le sud du finage. Des sources au-dessus du village sont captées dans le versant du plateau, d'autres plus au nord peuvent alimenter le val de Vau dont le cours finit aussi dans la Seine et forme la limite de commune avec Charrey-sur-Seine.

### Hameaux, écarts, lieux-dits
La population est regroupée dans le village, la commune n'a pas de hameau rattaché.
- Habitat ou bâti écarté : le moulin Cholet en rive de Seine.
- Lieux-dits d'intérêt local : coteau de Montaigu.

### Climat
Pour des articles plus généraux, voir Climat de la Bourgogne-Franche-Comté et Climat de la Côte-d'Or.
En 2010, le climat de la commune est de type climat océanique dégradé des plaines du Centre et du Nord, selon une étude du Centre national de la recherche scientifique s'appuyant sur une série de données couvrant la période 1971-2000. En 2020, Météo-France publie une typologie des climats de la France métropolitaine dans laquelle la commune est exposée à un climat océanique altéré et est dans la région climatique  Lorraine, plateau de Langres, Morvan, caractérisée par un hiver rude (1,5 °C), des vents modérés et des brouillards fréquents en automne et hiver. 
Pour la période 1971-2000, la température annuelle moyenne est de 10,8 °C, avec une amplitude thermique annuelle de 15,9 °C. Le cumul annuel moyen de précipitations est de 872 mm, avec 12,9 jours de précipitations en janvier et 8,9 jours en juillet. Pour la période 1991-2020, la température moyenne annuelle observée sur la station météorologique de Météo-France la plus proche, « Châtillon/Seine », sur la commune de Châtillon-sur-Seine à 8 km à vol d'oiseau, est de 10,8 °C et le cumul annuel moyen de précipitations est de 832,8 mm,. Pour l'avenir, les paramètres climatiques de la commune estimés pour 2050 selon différents scénarios d'émission de gaz à effet de serre sont consultables sur un site dédié publié par Météo-France en novembre 2022.

## Urbanisme

### Typologie
Au 1er janvier 2024, Villers-Patras est catégorisée commune rurale à habitat dispersé, selon la nouvelle grille communale de densité à 7 niveaux définie par l'Insee en 2022.
Elle est située hors unité urbaine. Par ailleurs la commune fait partie de l'aire d'attraction de Châtillon-sur-Seine, dont elle est une commune de la couronne,. Cette aire, qui regroupe 60 communes, est catégorisée dans les aires de moins de 50 000 habitants,.

### Occupation des sols
L'occupation des sols de la commune, telle qu'elle ressort de la base de données européenne d’occupation biophysique des sols Corine Land Cover (CLC), est marquée par l'importance des forêts et milieux semi-naturels (65 % en 2018), une proportion identique à celle de 1990 (65 %). La répartition détaillée en 2018 est la suivante : 
forêts (65 %), prairies (19,5 %), terres arables (15,2 %), eaux continentales (0,3 %). L'évolution de l’occupation des sols de la commune et de ses infrastructures peut être observée sur les différentes représentations cartographiques du territoire : la carte de Cassini (XVIIIe siècle), la carte d'état-major (1820-1866) et les cartes ou photos aériennes de l'IGN pour la période actuelle (1950 à aujourd'hui).

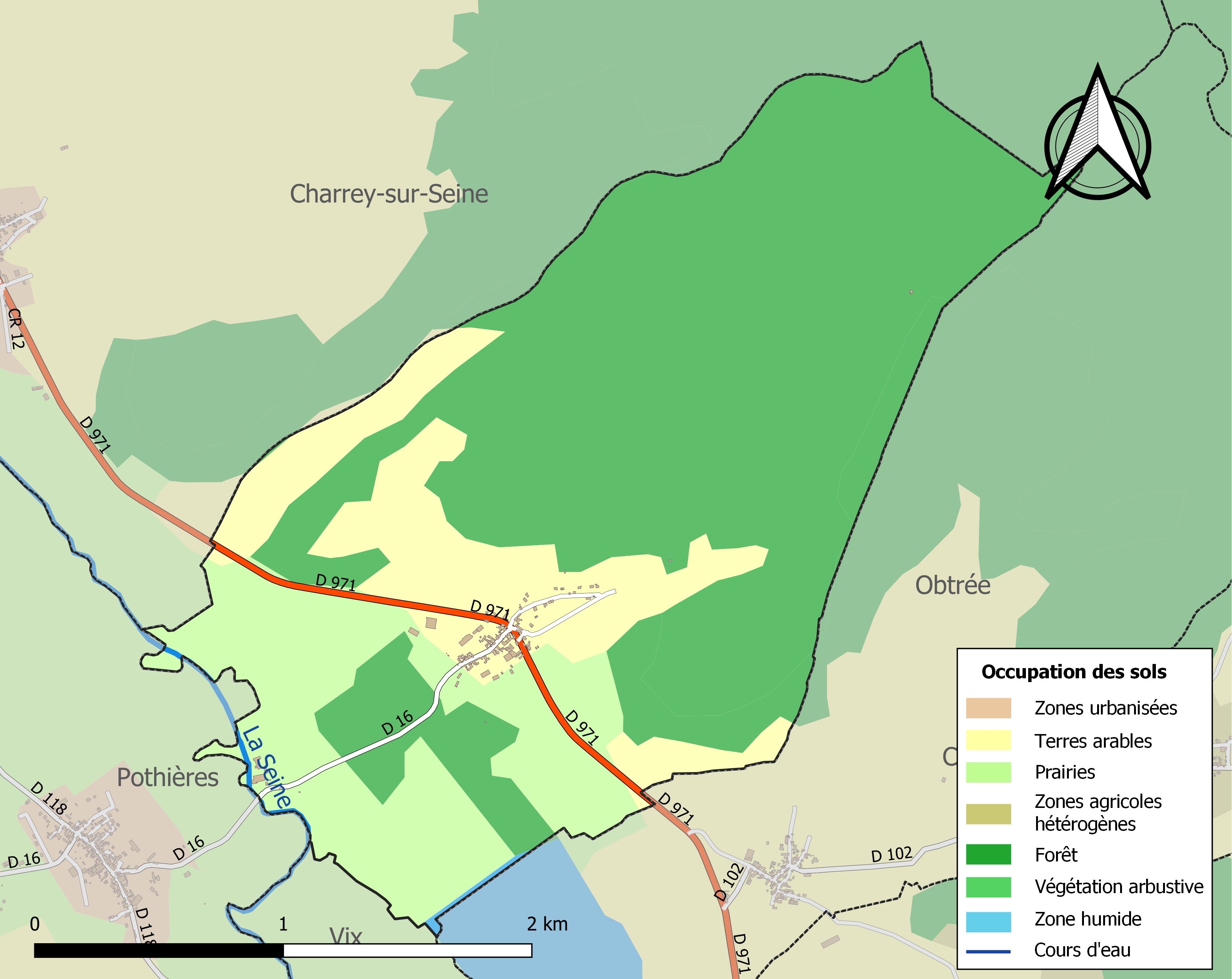
Carte des infrastructures et de l'occupation des sols de la commune en 2018 (CLC).

## Histoire

### Moyen Âge
L'abbaye de Pothières exerce le droit seigneurial sur le village où elle possède une grange dîmière, un four banal et une maison forte à partir de 1247.

### Époque moderne
En 1790, Villers-Patras est pendant 10 ans chef-lieu de canton.

## Politique et administration
| Période                                  | Période  | Identité         | Étiquette | Qualité |
| ---------------------------------------- | -------- | ---------------- | --------- | ------- |
| mars 2001                                | 2014     | Alain Herard     |           |         |
| mars 2014                                | En cours | Agnès Chaumonnot |           | Cadre   |
| Les données manquantes sont à compléter. |          |                  |           |         |

Villers-Patras appartient :
- à l'arrondissement de Montbard,
- au canton de Châtillon-sur-Seine et
- à la communauté de communes du pays châtillonnais

## Démographie
L'évolution du nombre d'habitants est connue à travers les recensements de la population effectués dans la commune depuis 1793. Pour les communes de moins de 10 000 habitants, une enquête de recensement portant sur toute la population est réalisée tous les cinq ans, les populations de référence des années intermédiaires étant quant à elles estimées par interpolation ou extrapolation. Pour la commune, le premier recensement exhaustif entrant dans le cadre du nouveau dispositif a été réalisé en 2008.

En 2022, la commune comptait 86 habitants, en évolution de −17,31 % par rapport à 2016 (Côte-d'Or : +0,82 %, France hors Mayotte : +2,11 %).
| 1793 | 1800 | 1806 | 1821 | 1836 | 1841 | 1846 | 1851 | 1856 |
| ---- | ---- | ---- | ---- | ---- | ---- | ---- | ---- | ---- |
| 180  | 203  | 214  | 216  | 224  | 223  | 243  | 191  | 172  |

| 1861 | 1866 | 1872 | 1876 | 1881 | 1886 | 1891 | 1896 | 1901 |
| ---- | ---- | ---- | ---- | ---- | ---- | ---- | ---- | ---- |
| 166  | 188  | 171  | 146  | 148  | 149  | 133  | 117  | 100  |

| 1906 | 1911 | 1921 | 1926 | 1931 | 1936 | 1946 | 1954 | 1962 |
| ---- | ---- | ---- | ---- | ---- | ---- | ---- | ---- | ---- |
| 97   | 95   | 98   | 93   | 82   | 88   | 84   | 98   | 117  |

| 1968 | 1975 | 1982 | 1990 | 1999 | 2006 | 2008 | 2013 | 2018 |
| ---- | ---- | ---- | ---- | ---- | ---- | ---- | ---- | ---- |
| 109  | 95   | 116  | 123  | 123  | 100  | 95   | 107  | 90   |

| 2022 | - | - | - | - | - | - | - | - |
| ---- | - | - | - | - | - | - | - | - |
| 86   | - | - | - | - | - | - | - | - |

## Lieux, monuments et pôles d'intérêt
En 2017, la commune n'a pas de monument classé à l'inventaire des monuments historiques, elle compte 8 monuments ou édifices et 11 objets répertoriés à l'IGPC (inventaire général du patrimoine culturel).
- Mairie en pierres de taille et moellons du XVIIIe s. (répertorié à l'I.G.P.C. 1993)[19].
- Quatre croix de chemins sur la commune répertoriées à l'inventaire général du patrimoine culturel.
- L'église de la Nativité[20] de plan allongé bâtie au XVIe siècle mais remaniée plusieurs fois, le clocher à l'aplomb de la façade date de 1829 (répertoriée à l'I.G.P.C. 1993)[20]. À l'intérieur, la chapelle latérale gauche abrite une Vierge à l'Enfant en bois peint (I.G.P.C. 1994)[21] et celle de droite une Vierge à l'Enfant couronnée par deux anges en bois doré à la feuille portant l'inscription MONSTRA TE ESSE MATREM (montre toi notre Mère) (I.G.P.C. 1994)[22].

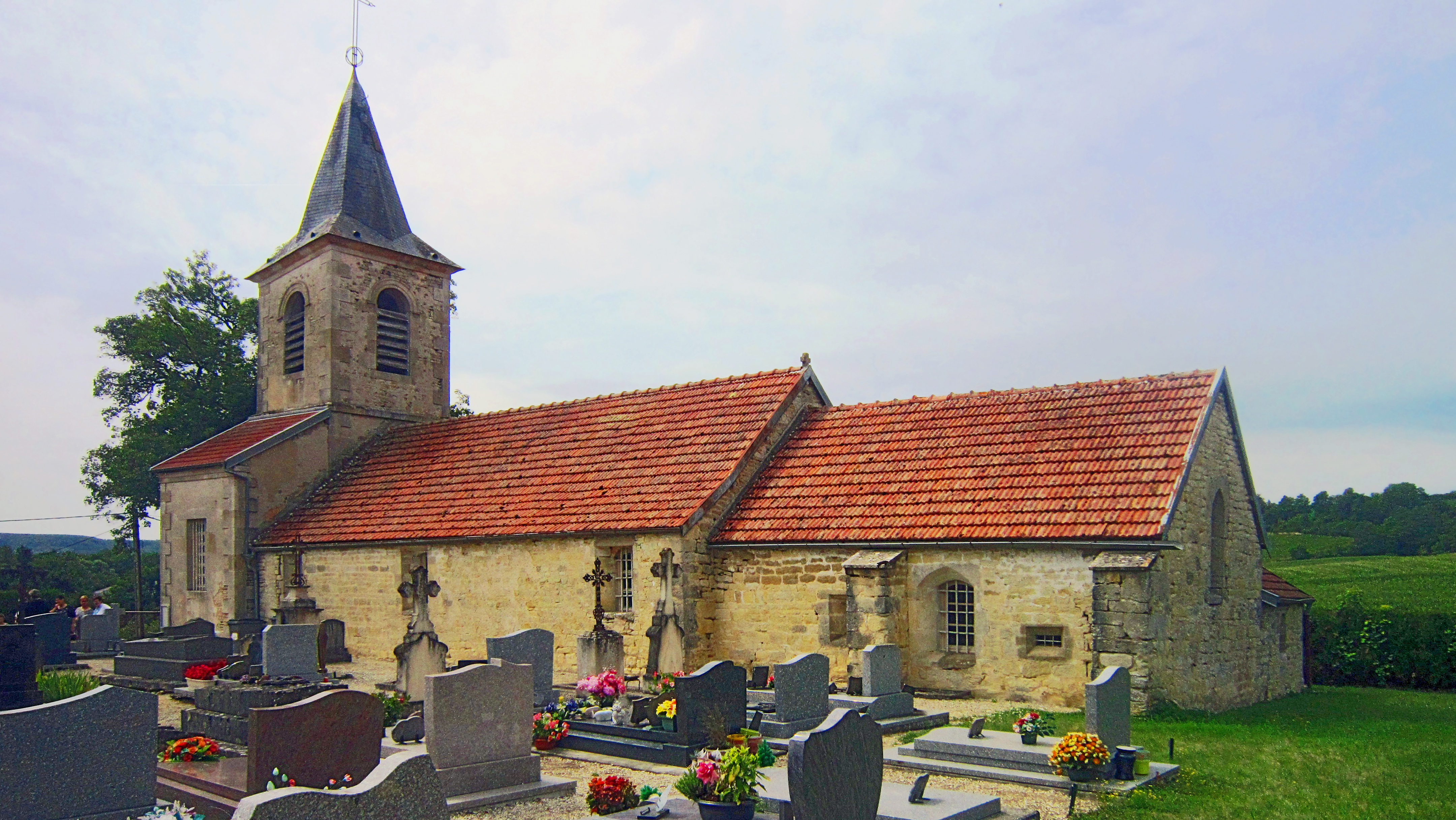
L'église dans son enclos paroissial.
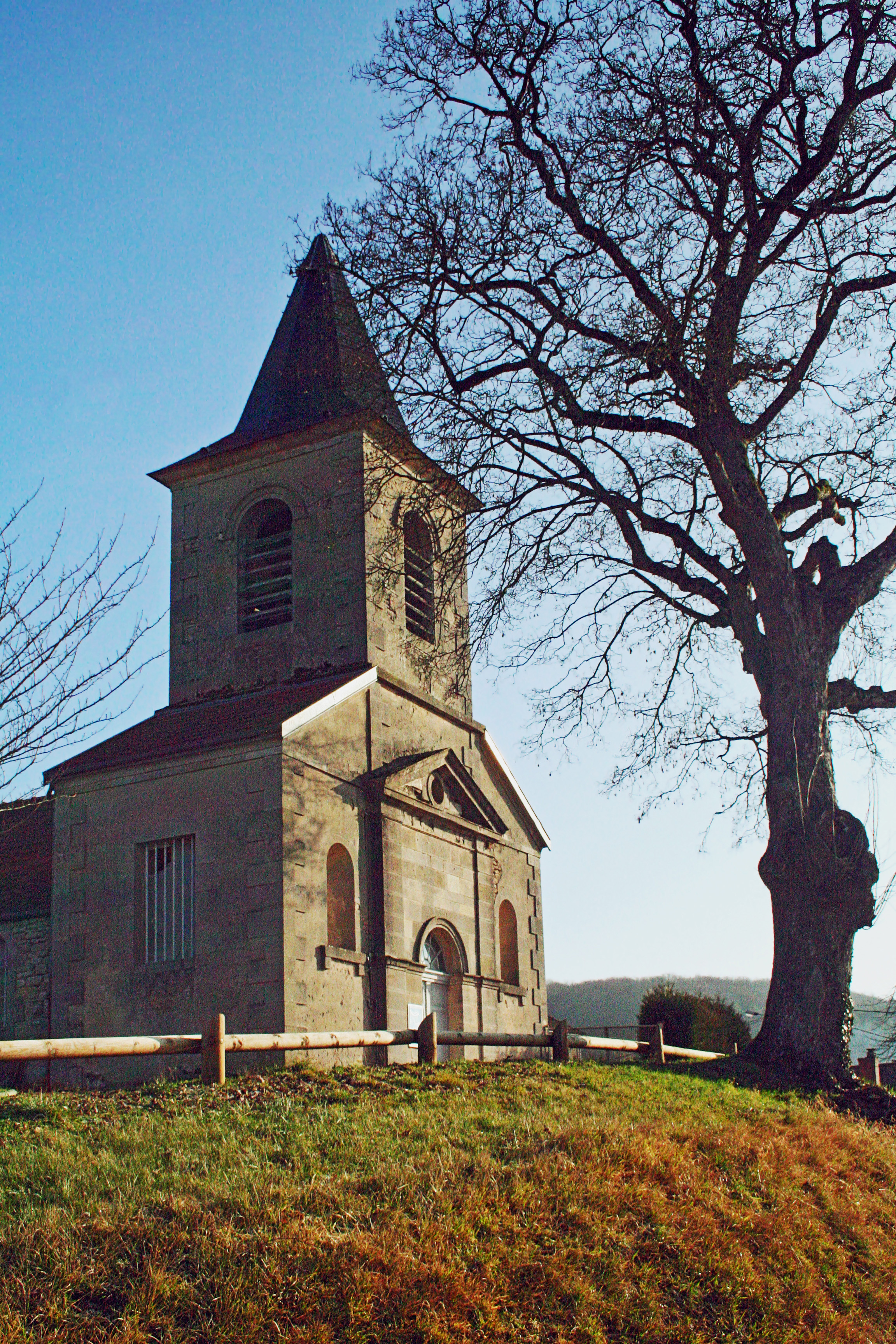
Façade et clocher au-dessus du village.
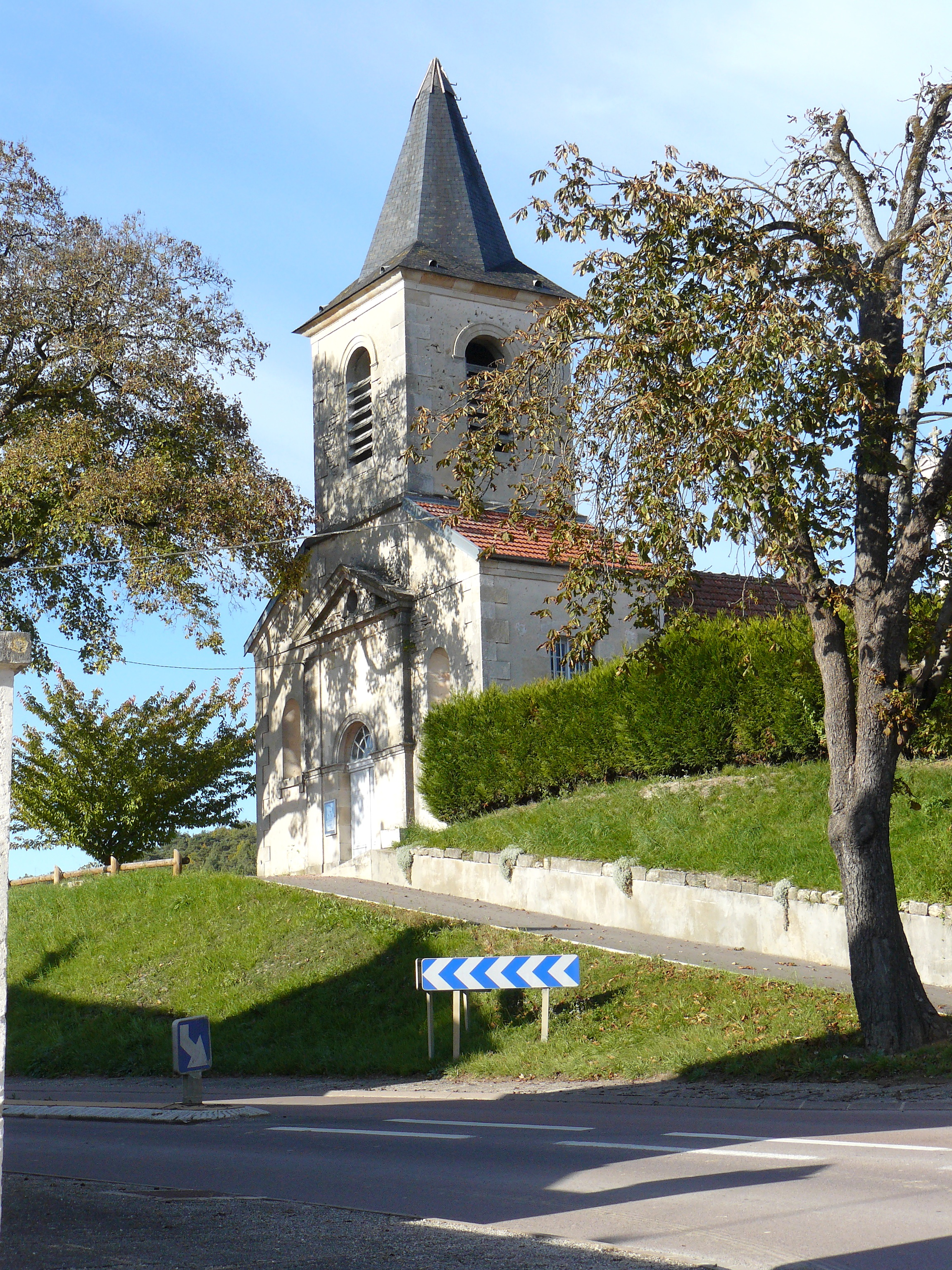
Accès à l'église depuis la route.
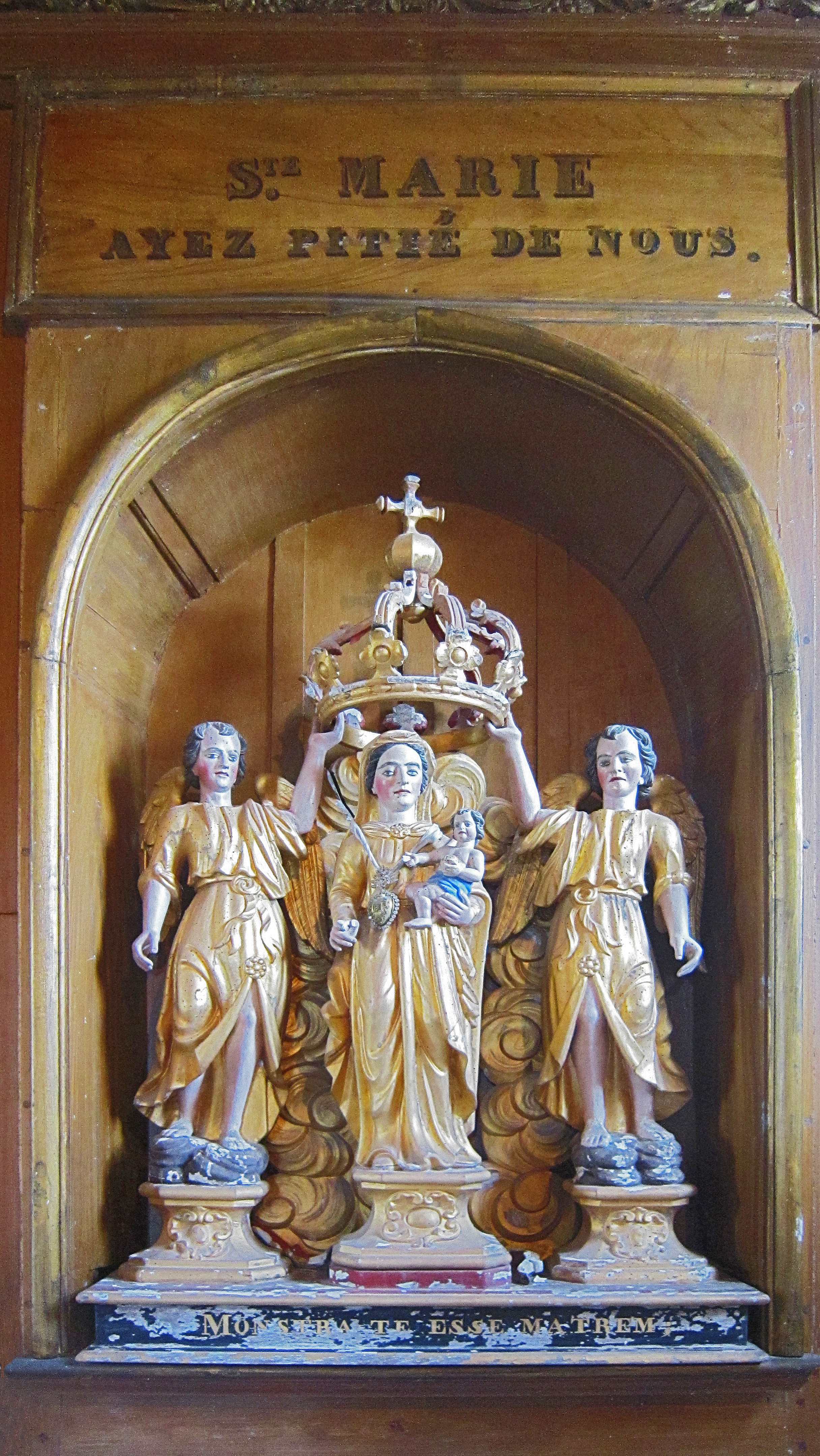
Vierge à l'Enfant couronnée par deux anges.
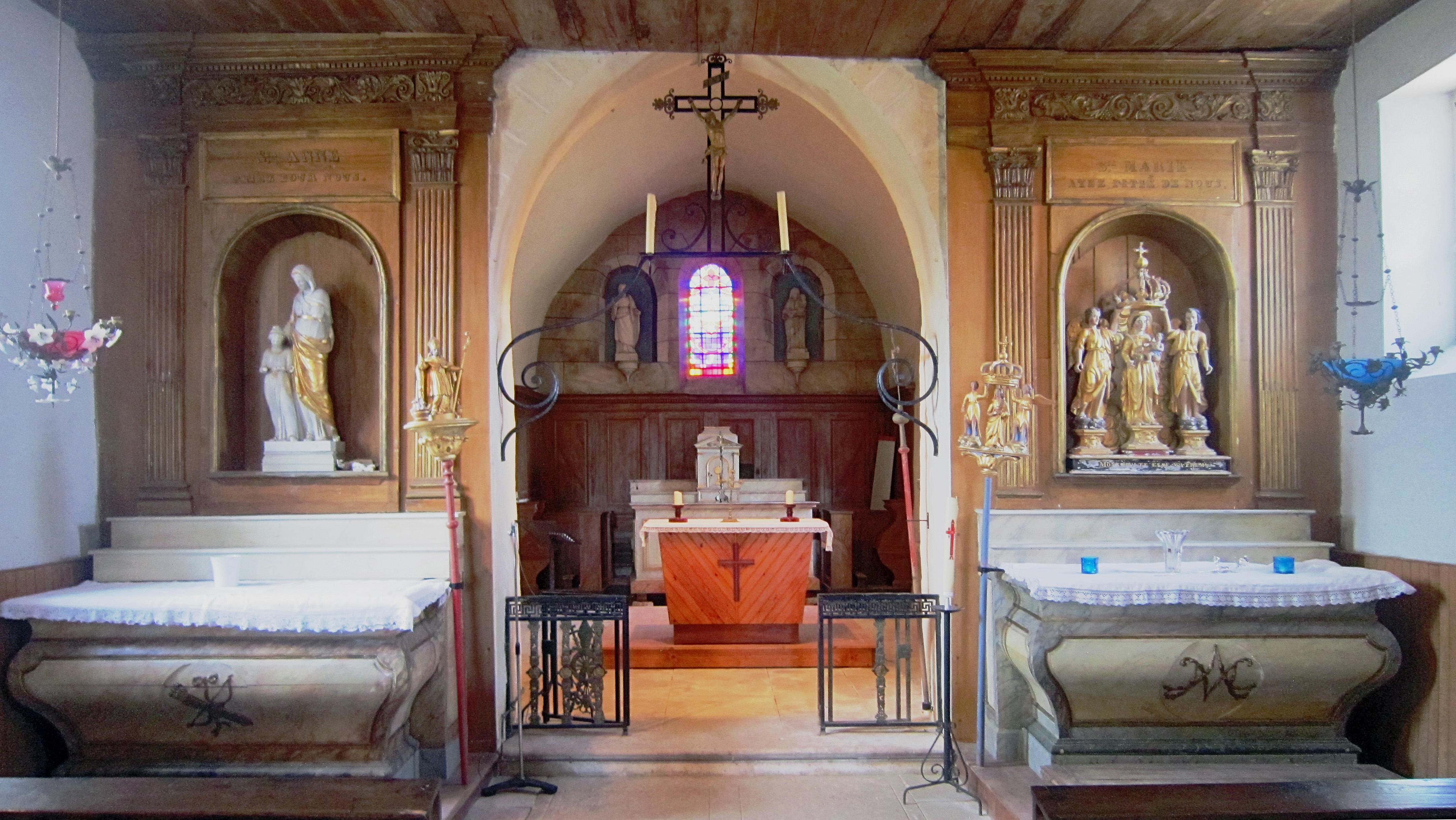
Chœur et chapelles latérales.

- Oratoire en place de la croix de cimetière, abritant dans une niche perchée sur un long fût une Vierge à l'Enfant, rappel de la dédicace de l'église à la Nativité.

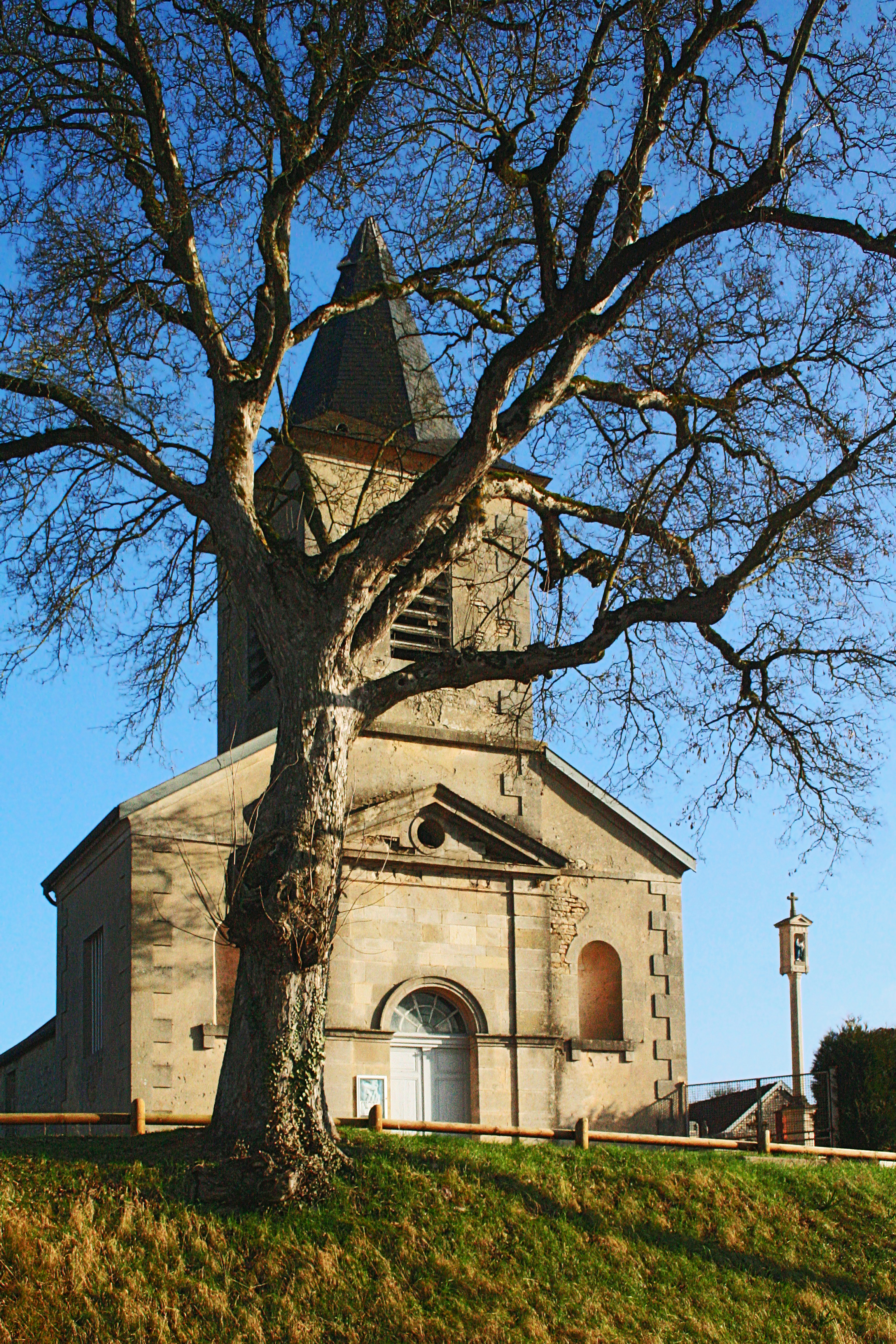
Église et oratoire dans l'enclos.
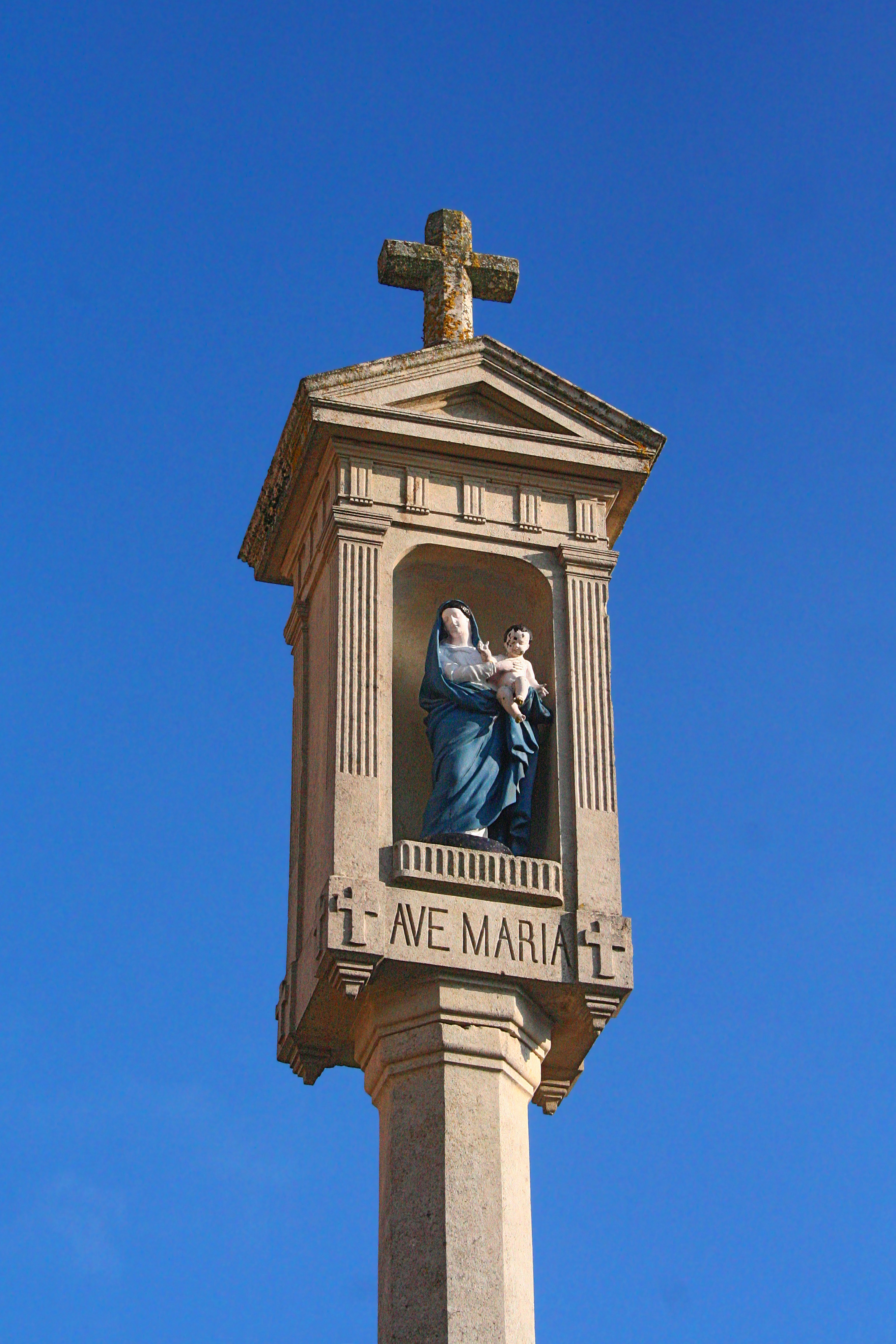
Oratoire consacré à Marie.

### Zones naturelles protégées
Le Coteau de Montaigu est classé Zone naturelle d'intérêt écologique, faunistique et floristique de type I.

## Héraldique
| Blason de Villers-Patras | Blason  | De gueules aux deux clés d'argent passées en sautoir surmontées d'une fleur de lys d'or, à la bordure aussi d'argent. |
| Blason de Villers-Patras | Détails | Le statut officiel du blason reste à déterminer.                                                                      |